# Делінькалнс

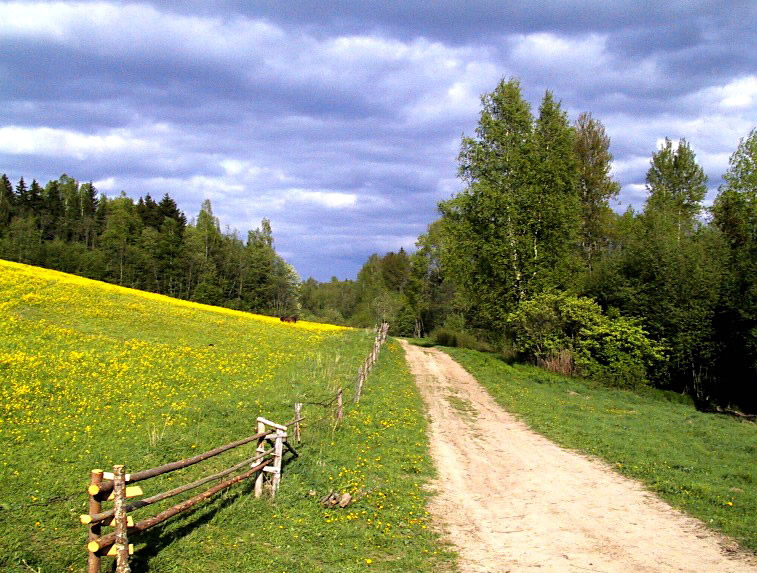
Делінькалнс

Делінькалнс (латис. Dēliņkalns) — найвищий пагорб Алуксненської височини, що знаходиться на північному сході Латвії.
Висота над рівнем моря: 271,6 м, висота від підніжжя — 70 м. Знаходиться у Яунлайценській волості Алуксненського краю.
Поряд з пагорбом обладнана 10-ти кілометрова стежка для туристів.